# واثق
خلیفه واثق (نام کامل:هارون الواثق بالله بن محمد المعتصم بالله بن هارون الرشید) فرزند معتصم و نهمین خلیفه عباسی بود که پس از پدرش از سال ۲۲۷–۲۳۲ ه‍.ق (۸۴۲ تا ۸۴۷ میلادی) فرمان راند.
او به عنوان تحصیل کرده، از نظر فکری کنجکاو و شاعر مسلک توصیف شده است که از همراهی شاعران و نوازندگان و دانشمندان لذت می‌برد. خلافت کوتاه وی تداوم سیاست‌های پدرش، المتصم (ر. ۸۳۳–۸۴۲) بود. وقایع اصلی دوران او سرکوب شورش بادیه ای سال ۸۴۲ در سوریه، حجاز در سال ۸۴۵، و یمامه در سال ۸۴۶، بغداد تحت زمامداری احمد بن نصر الخزائی در سال ۸۴۶ بود. حمایت وثیق از دکترین معتزله ادامه پیدا کرد. درگیری با امپراتوری بیزانس ادامه یافت و عباسیان پیروزی قابل توجهی در جنگ موروپوتاموس به ثمر رساندند و با مبادله زندانیان در سال ۸۴۵، جنگ برای چندین سال متوقف شد.
شخصیت خلیفه وتیق در مقایسه با سایر خلفای عباسی مبهم است. به نظر می‌رسد وی یک حاکم کم‌تحرک بوده که با تجملات دربار و شاعر مسلکی و حمایت از شاعران و نوازندگان و علاقه به علم مشغول بوده است. مرگ غیرمنتظره او جانشینی را به برادر ناتنی وی متوکل (ر. ۸۴۷–۸۶۱) رسانید.

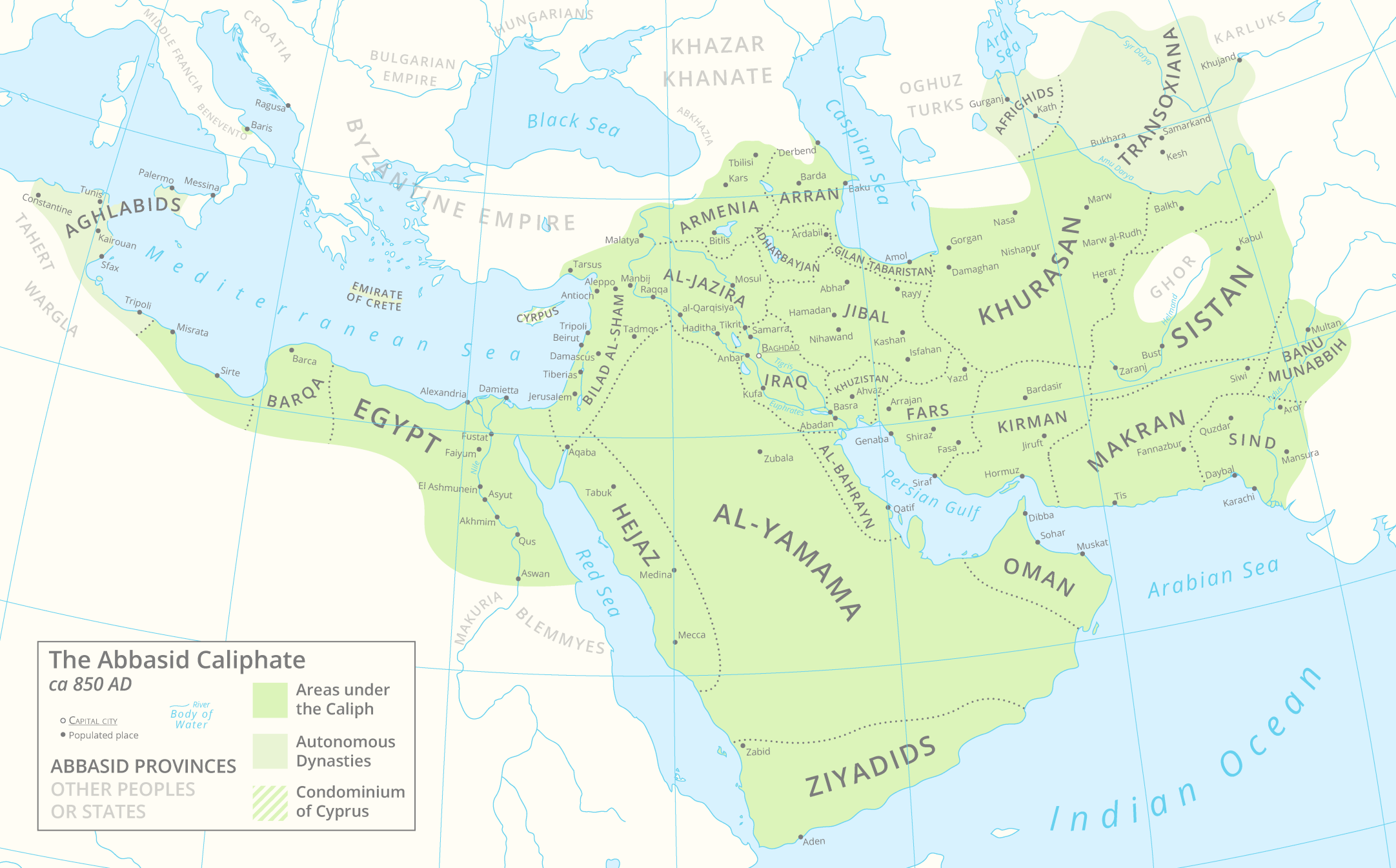
خلافت عباسی و استان‌های آن در سالهای حکومت

## زندگی‌نامه

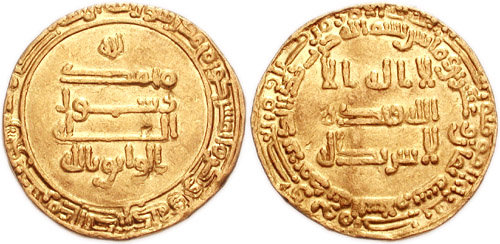
دینار واثق

او پس از مرگ پدرش معتصم به خلافت رسید. مادرش کنیزکی رومی به نام قراطیس بود. قراطیس در سفر حج به همراه برادر واثق، جعفر بن معتصم (متوکل) رفت. هرچند وی در سال ۸۴۲ در راه مکه، جان سپرد و در کوفه به خاک سپرده شد.
وی در سال ۱۹۶ هجری و سه سال بعد از وفات هارون الرشید متولد شد و با بابک خرمدین نبرد کرده بود. او در ۳۱ سالگی به خلافت نشست و پس از پنج سال خلافت، در ۳۶ سالگی درگذشت.
در عهد واثق ولایتداران نفوذ یافتند. عبدالله بن طاهر، حکمرانی خراسان، طبرستان و کرمان را برعهده داشت.
در منابع تاریخی موجود است که واثق بالله فردی به نام سلام ترجمان را جهت بررسی وضعیت سد یأجوج و مأجوج که در زمان ذوالقرنین بنا شده بود به سرزمین قفقاز فرستاد که نتیجه این سفر گزارشی است که در شکل سفرنامه از عبور ترجمان از سرزمین‌های موجود در مسیر وجود دارد.

## اقدامات
در زمان او، شورش‌هایی در شام و فلسطین روی داد؛ به همین دلیل او اشناس ترک را به ولایت شام فرستاد؛ و بعدها مغرب و مصر را نیز به قلمرو حکمرانی وی افزود.

### ادامه سیاست محنة
سیاست محنة خَلق قرآن که ۴ ماه پیش از مرگ مامون توسط مأمون اتخاذ شده بود در دوره حکومت معتصم و واثق ادامه یافت.

## مرگ
وی به سبب تب شدید در سال ۸۴۷ میلادی درگذشت و خلافت را به برادرش متوکل وا گذاشت.